# Шамб, Шарль де
Шарль де Шамб, граф де Монсоро, барон де Поншато (фр. Charles de Chambes, comte de Montsoreau; 28 ноября 1549, замок Шален — 16 июня 1621, замок Монсоро) — французский дворянин, главный ловчий и камергер герцога Анжуйского. Кавалер ордена Святого Михаила. Стал персонажем романа Александра Дюма-отца «Графиня де Монсоро» и пьесы с таким же названием, прототипом одного из героев пьесы Дюма «Двор Генриха III».

## Начало карьеры
Шарль де Шамб был младшим братом губернатора Сомюра Жана де Шамба, барона де Монсоро. За невероятную жестокость в отношении сомюрских гугенотов, проявленную в Варфоломеевскую ночь, Карл IX в 1573 году пожаловал Жану графский титул.
Шарль также принял участие в религиозных войнах и в 1573 году отличился при осаде Ла-Рошели. Вскоре он наследовал владения и титулы умершего брата и вслед за своим сюзереном герцогом Франсуа Алансонским переехал в Париж. 10 января 1576 года он женился на молодой вдове Франсуазе (в девичестве де Меридор; 1558—1620). В первом недолгом браке с 1574 года она была замужем за Жаном де Коэсмесом (†1574/1575), владельцем замка Гранд-Люсе в Сарте. Для перекрещенной гугенотки Француазы, Шарль добился места фрейлины при дворе королевы-матери Екатерины Медичи.

## Убийство Бюсси д’Амбуаза

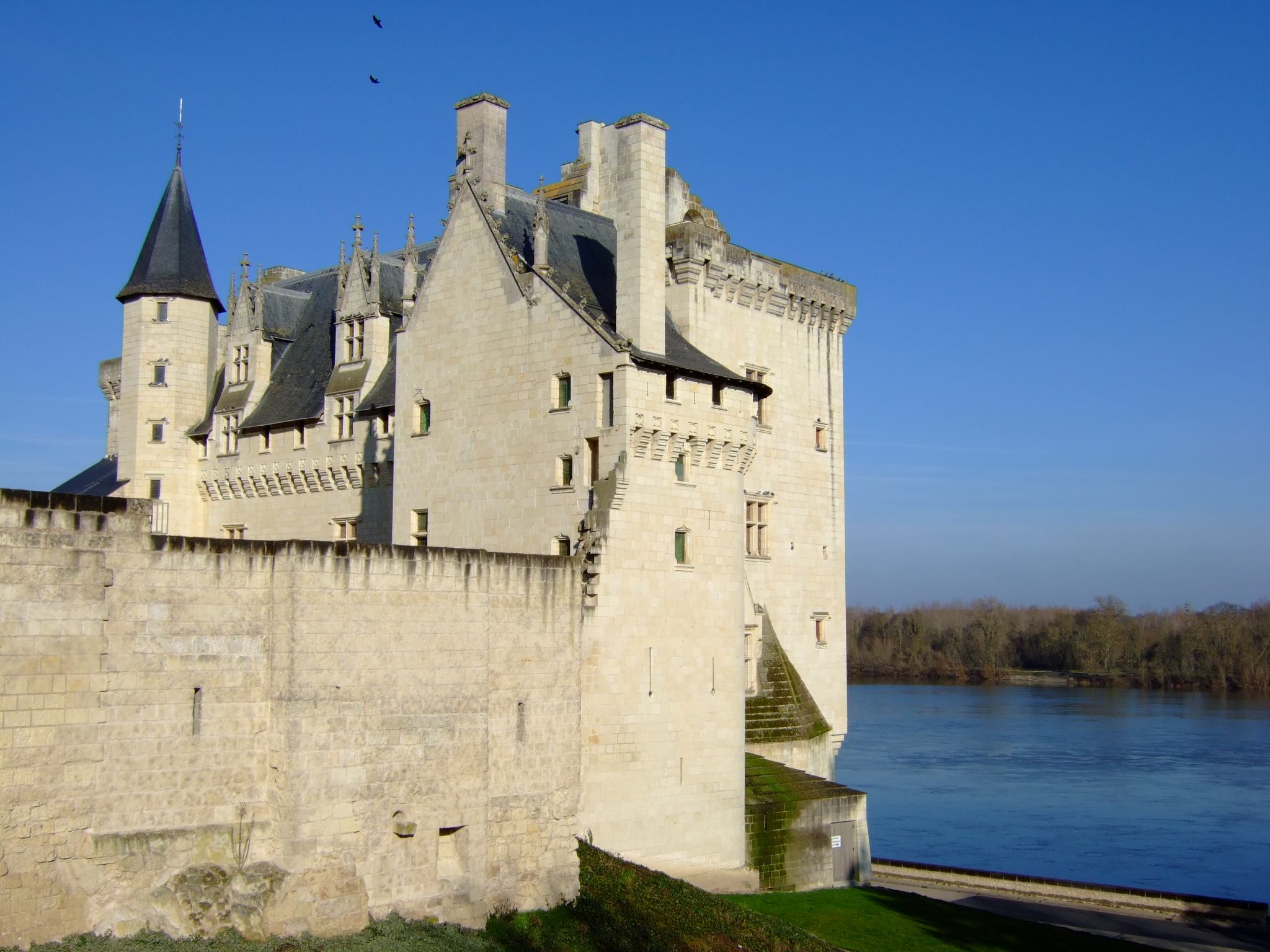
Замок Монсоро

Тогда же на одном из герцогских приемов в Анжере Франсуаза познакомилась с анжуйским губернатором, знаменитым бретёром и поэтом де Бюсси. При первой встрече они не произвели друг на друга никакого впечатления. Однако когда через два года Монсоро перевез жену в свой родовой замок на Луаре, скучающий в провинции Бюсси стал часто наведываться к графине. Граф отвечал за королевскую охоту и вынужден был подолгу бывать в столице. Франсуаза, не отвечая Бюсси взаимностью, все-таки старалась удержать настойчивого поклонника при себе.
Финал этого романа был трагичен. В одном из писем к парижским приятелям Бюсси стал хвастаться своими любовными похождениями и упомянул имя графини де Монсоро. Письмо попало к герцогу Анжуйскому, неприязненно относившемуся к Бюсси, а от него — к королю, открыто его ненавидевшему. Генрих III отдал доказательство супружеской неверности главному ловчему своего брата. Взбешенный граф прискакал в замок Кутансьер, где тогда жила его супруга, и, угрожая ей пистолетом, продиктовал записку, в которой Франсуаза просила своего возлюбленного явиться на свидание.19 августа 1579 года Бюсси был убит в Кутансьере. Он храбро отбил атаку десяти слуг графа, набросившихся на него, когда закрылись ворота, и, прикончив четырёх из них, со сломанной шпагой бросился к окну. Там он и пал от кинжала появившегося из-за угла господина де Монсоро.

## При дворе и на войне
Эта история никак не повлияла на дальнейшую карьеру де Шамба. В 1585 году он стал членом Государственного Совета и получил во владение аббатство Св. Георгия близ Анжера. В 1587 году, раненый в битве при Кутра, он попал в плен к Генриху Наваррскому, однако был выкуплен и назначен герцогом де Монпансье главнокомандующим Бретани. В войсках герцога де Меркера участвовал в битве при Краоне (23 мая 1592). В 1596 году осаждал Тине. В 1619 году, в возрасте 70 лет, принимал в Анжере королеву Марию Медичи, выступая во главе дворянской делегации.
У Шарля и Франсуазы было шестеро детей: двое сыновей (старший — Рене, граф де Монсоро) и четыре дочери. Граф пережил свою супругу на год, скончавшись в 1621 году в своем родовом замке.

## В литературе
Граф де Монсоро стал персонажем пьесы английского драматурга Джорджа Чапмена «Бюсси д’Амбуаз» (примерно 1604).
Александр Дюма-отец использовал историю Монсоро в своей ранней пьесе «Двор Генриха III» (1829), где граф стал отчасти прототипом Генриха де Гиза. Позже Дюма сделал Шарля де Шамба главным отрицательным персонажем романа «Графиня де Монсоро» (1846). Подлость и лживость романного графа Бриана (а не Шарля, как в действительности), похитителя прекрасной Дианы де Меридор, обманом женившегося на ней, идут вразрез с историческим графом, только повысившим общественное положение супруги после её замужества.

## В кино
Во французской экранизации «Графини де Монсоро» (1971) роль графа исполнил Франсуа Местр, в российском сериале (1997) — Юрий Беляев.
В экранизациях романа «Графиня де Монсоро» графа Монсоро играют пожилые актеры, хотя в действительности Монсоро и Бюсси были ровесниками (оба родились в 1549 году), а Дюма в романе написал: «Граф де Монсоро был высоким мужчиной лет тридцати пяти на вид».